# (6763) Kochiny
(6763) Kochiny (1981 RA2) – planetoida z pasa głównego asteroid okrążająca Słońce w ciągu 4,44 lat w średniej odległości 2,7 j.a. Została odkryta 7 września 1981 roku w Krymskim Obserwatorium Astrofizycznym w Naucznym na Półwyspie Krymskim przez Ludmiłę Karaczkinę.